# Mesostenus modicus
Mesostenus modicus är en stekelart som beskrevs av Cresson 1874. Mesostenus modicus ingår i släktet Mesostenus och familjen brokparasitsteklar. Inga underarter finns listade i Catalogue of Life.